# Metrô

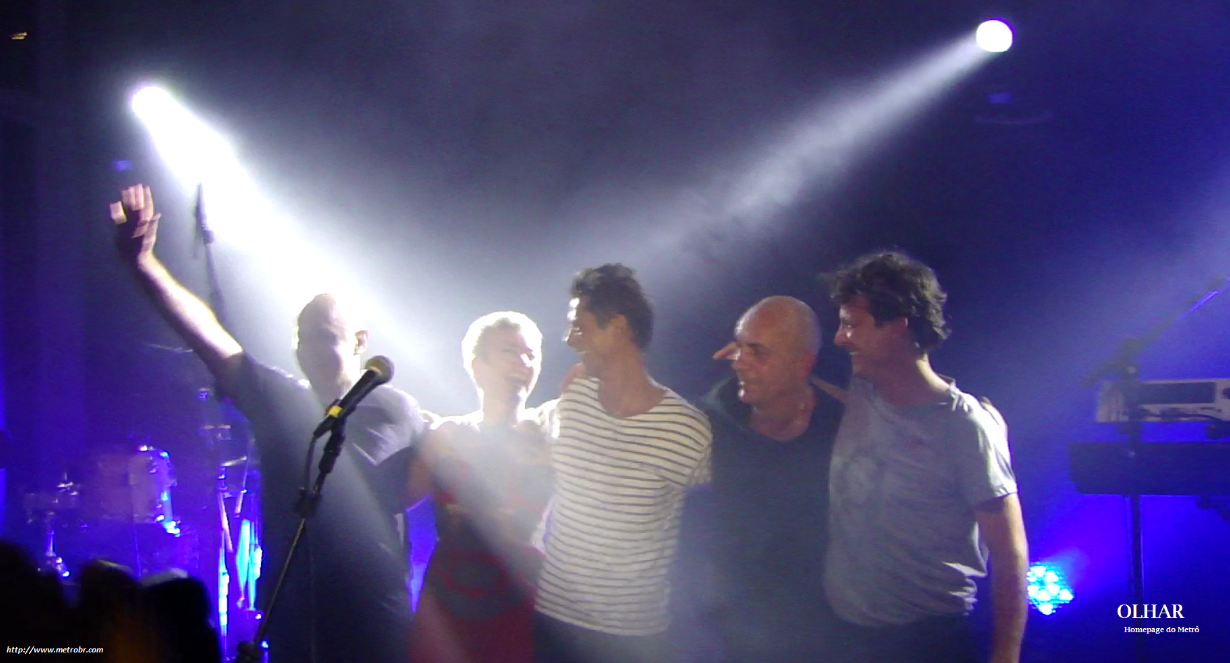
Réunion de Metrô en 2014.

Metrô était un groupe de musique brésilien, qui connut un important succès au Brésil dans les années 1980.

## Historique
Le groupe s'est formé à São Paulo en 1979 autour de jeunes musiciens d'origine française étudiant au Lycée Pasteur de São Paulo : Alec Haiat, Yann Laouenan, Xavier Leblanc, Dany Roland et Virginie Boutaud. Sous le nom de « A Gota » (« la goutte »), puis « A Gota suspensa » («la goutte suspendue»), ils développèrent une musique influencée par les années 1970 (Yes, Novos Baianos, mouvement Tropicalia, Pink Floyd...) et lancèrent un premier album indépendant (A Gota) en 1983.

### Premiers succès
Ce disque ne reçut qu'un succès d'estime mais il attira l'attention de la compagnie de disque CBS, qui offrit un contrat au groupe. Sous un nouveau nom (Metrô), celui-ci modifia son style musical pour se rapprocher de la pop et de la new wave. À la fin de 1984, il enregistra un premier 45 tours avec la chanson Beat acelerado, qui reçut un énorme succès. L'année suivante, Metrô lança son premier 33 tours, Olhar, participa à la bande sonore du film brésilien Rock Estrela et devint l'un des groupes les plus populaires au Brésil enchaînant les succès Sândalo de dandy, Tudo pode mudar, Johnny Love, Cenas obscenas . Leur reprise de Ti-Ti-Ti de Rita Lee a été choisie pour l'ouverture du feuilleton télévisé homonyme sur la puissante TV Globo.

### Séparation
Le succès fut tel que les concerts et les émissions de télévision se multiplièrent énormément. Virginie a été remplacée dans le groupe en 1986 après que les autres membres du groupe aient invité le chanteur portugais Pedro d'Orey à se joindre à eux. L'album, A Mão de Mao parut en 1987. De son côté, Virginie et son nouveau groupe, Fruto proibido, lancèrent le disque Crime perfeito en 1988. La chanson Màs companhias a été choisie pour illustrer un personnage du feuilleton télévisé Fera Radical, sur la TV Globo.

### Fin du groupe
En 1988, Metrô se sépara. Plusieurs des membres du groupe s'établirent en Europe (Belgique, France), où ils formèrent The Passengers avant de revenir au Brésil. En 2002, Virginie, Dany et Yann se réunirent pour sortir un nouvel album, Deja Vu, comprenant des morceaux inédits, de nouvelles versions de leurs anciens succès (Beat acelerado, Johnny Love, Sândalo de dandy) et des classiques de la musique brésilienne (Aquarela do Brasil'', Leva meu samba, Rapaz da moda) . L'année suivante, le groupe réalisa une tournée au Brésil, en Europe et en Afrique.

## Membres du groupe
- Virginie Boutaud (chant)
- Yann Laouenan (clavier)
- Dany Roland (batterie)
- Alec Haiat (guitare)
- Xavier Leblanc (basse)
- Pedro d'Orey (chant)

## Discographie
- 1984 - A Gota
- 1984 - Beat Acelerado
- 1985 - Olhar
- 1987 - A mão de Mao
- 2002 - Déjà-Vu